# Moldavië op het Eurovisiesongfestival 2023
Moldavië nam aan het Eurovisiesongfestival 2023 in Liverpool, Verenigd Koninkrijk. Het was de 18de deelname van het land aan het Eurovisiesongfestival. TRM is verantwoordelijk voor de Moldavische bijdrage voor de editie van 2023. Pasha Parfeny bereikte met het lied Soarele și Luna de 18e plaats in de finale.

## Selectieprocedure
Op 17 januari 2023 maakte de Moldavische televisiezender TRM bekend dat men een nationale finale ging organiseren om de de kandidaat te selecteren voor het Eurovisiesongfestival. Op 28 januari vond er een auditieronde plaats voor een vijfkoppige jury. Tien finalisten stroomde uit deze ronde door naar de nationale finale op 4 maart 2023. Pasha Parfeny wist die nationale finale te winnen zowel bij de televoting als bij de vakjury, en mocht zo voor de tweede maal Moldavië gaan vertegenwoordigen op het Eurovisiesongfestival, na een eerste deelname in 2012. Parfeny zal aantreden met het nummer Soarele și Luna.

## Finala Nationala 2023
| Plaats | Artiest + Lied                           | Punten |
| ------ | ---------------------------------------- | ------ |
| 1      | Pasha Parfeny - Soarele și Luna          | 24     |
| 2      | SunStroke Project - Yummy Mommy          | 18     |
| 3      | Aliona Moon - Du-mă                      | 17     |
| 4      | Surorile Osoianu – Bade, bădişor, bădiţă | 15     |
| 5      | Donia – Red Zone                         | 11     |
| 6      | OL – Why You Play It Cool                | 7      |
| 7      | Corina Ivanov – When Love’s Real         | 7      |
| 8      | Cosmina – Indestructible                 | 7      |
| 9      | Victor Gulick – Let’s Dance              | 5      |
| 10     | Nördika – Damn and Down                  | 5      |

## In Liverpool
Moldavië trad aan in de eerste halve finale op dinsdag 9 mei. Parfeny haalde de finale, en werd daar 18de met 96 punten. De Italiaanse en Roemeense kijkers gaven Moldavië 12 punten.
2005 · 2006 · 2007 · 2008 · 2009 · 2010 · 2011 · 2012 · 2013 · 2014 · 2015 · 2016 · 2017 · 2018 · 2019 · 2020 · 2021 · 2022 · 2023 · 2024 · 2025
Albanië · Armenië · Australië · Azerbeidzjan · België · Cyprus · Denemarken · Duitsland · Estland · Finland · Frankrijk · Georgië · Griekenland · Ierland · IJsland · Israël · Italië · Kroatië · Letland · Litouwen · Malta · Moldavië · Nederland · Noorwegen · Oekraïne · Oostenrijk · Polen · Portugal · Roemenië · San Marino · Servië · Slovenië · Spanje · Tsjechië · Verenigd Koninkrijk · Zweden · Zwitserland